# Campeonato Sudamericano de Atletismo de 2019
El LI Campeonato Sudamericano de Atletismo se celebrará en Lima (Perú) entre el 24 y 26 de mayo de 2019 en el Estadio Atlético de la Villa Deportiva Nacional. Participarán 383 atletas de 14 países.

## Resultados

### Hombres
| Evento             | Oro                                                                                | Plata                                                                                         | Bronce                                                                                   |
| ------------------ | ---------------------------------------------------------------------------------- | --------------------------------------------------------------------------------------------- | ---------------------------------------------------------------------------------------- |
| 100 m              | Rodrigo Do Nascimiento 10.28                                                       | Felipe Do Santos 10.43                                                                        | Diego Palomeque 10.47                                                                    |
| 200 m              | Bernardo Baloyes 20.42                                                             | Rodrigo Do Nascimiento 20.63                                                                  | Josue Ortíz 20.98                                                                        |
| 400 m              | Anthony Zembrano 45.53                                                             | Lucas Carvalho da Silva 46.12                                                                 | Anderson Henriques 46.15                                                                 |
| 800 m              | Lucirio Antonio Garrido 1:46.27                                                    | Jelssin Robledo 1:47.31                                                                       | Marco Antonio Vilca 1:48.06                                                              |
| 1.500 m            | Lucirio Antonio Garrido 3:55.04                                                    | Javier Lacamoire 3:55.15                                                                      | Carlos de Oliveira Santos 3:55.18                                                        |
| 5.000 m            | Altobeli da Silva 13:50.08                                                         | José Luis Rojas 13:53.11                                                                      | Gerard Giraldo 13:54.51                                                                  |
| 10.000 m           | Bayron Piedra 28:48.13                                                             | José Mauricio González 28:48.60                                                               | Vidal Basco 28:52.32                                                                     |
| 110 m vallas       | Gabriel Constantino 13.54                                                          | Yojan Chaverra 13.66                                                                          | Eduardo Rodrigues de Deus 13.68                                                          |
| 400 m vallas       | Alison dos Santos 49.88                                                            | Alfredo Sepúlveda 50.03                                                                       | Guillermo Ruggeri 50.20                                                                  |
| 3.000 m obstáculos | Carlos Sanmartín 8:36.37                                                           | Altobeli da Silva 8:38.43                                                                     | Gerard Giraldo 8:41.48                                                                   |
| 4 × 100 m          | Venezuela · Alberto Aguilar · Abdel Kalil · Alexis Nieves · Rafael Vázquez · 39.56 | Brasil · Erik Cardosa · Gabriel Constantino · Rodrigo do Nascimento · Eduardo de Deus · 39.91 | Colombia · Jhonny Rentería · Diego Palomeque · Yilmar Herrera · Bernardo Baloyes · 39.94 |
| 4 × 400 m          | Colombia · Jhon Solís · Diego Palomeque · Kevyn Mina · Anthony Zambrano · 3:04.04  | Brasil · Lucas Carvalho · Alison dos Santos · Mahau Suguimati · Anderson Henriques · 3:04.13  | Chile · Enzo Faulbaum · Rafael Muñoz · Alejandro Peirano · Alfredo Sepúlveda · 3:11.84   |
| 20 km marcha       | Jhon Castañeda 1:22:33.4                                                           | David Hurtado 1:23:39.7                                                                       | Luis Campos 1:24:17.5                                                                    |
| Salto de altura    | Alexander Bowen 2.21                                                               | Fernando Ferreira 2.21                                                                        | Eure Yáñez 2.18                                                                          |
| Salto con pértiga  | Augusto Dutra de Oliveira 5.61                                                     | Thiago Braz da Silva 5.41                                                                     | Germán Chiaraviglio 5.21                                                                 |
| Salto de longitud  | Lasa Sánchez Emiliano 7.76                                                         | Dos Santos Oliveira Paulo Sergio 7.71                                                         | Mena Pedraza Raul 7.66                                                                   |
| Salto triple       | Díaz Maximiliano 16.23                                                             | Bento Kauam 16.18                                                                             | Van Assen Miguel 16.11                                                                   |
| Peso               | Romani Darlan 21.00                                                                | Dourado Willian 19.09                                                                         | Lauro German 18.97                                                                       |
| Disco              | Ortega Giron Mauricio Alexander 58.89                                              | Junior Dos Reis Douglas 56.43                                                                 | Romero Beltran Claudio 54.31                                                             |
| Martillo           | Kehr Sabra Gabriel 75.27                                                           | Mansilla Arzola Humberto 73.00                                                                | Da Silva Wolski Allan 72.51                                                              |
| Jabalina           | Jaime Dayron Márquez 78,00                                                         | Francisco Muse 75,97                                                                          | Arley Ibargüen 75,83                                                                     |
| Decatlón           | Georny Jaramillo 7784                                                              | Gerson Izaguirre 7302                                                                         | Sergio Pandiani 7226                                                                     |

### Mujeres
| Evento             | Oro | Plata | Bronce                                                                                              |
| ------------------ | --- | --- | --------------------------------------------------------------------------------------------------- |
| 100 m              | Vitória Cristina Rosa 11.24                                                                                               | Andrea Purica 11.32 | Gabriela Suárez 11.67                                                                               |
| 200 m              | Vitória Cristina Rosa 22.90                                                                                               | Andrea Purica 23.37 | Gabriela Suárez 23.65                                                                               |
| 400 m              | Tiffani Marinho 52.81 | Lina Licona 53.18 | Noelia Martínez 53.47                                                                               |
| 800 m              | Déborah Rodríguez 2:02.68                                                                                                 | Andrea Calderón 2:05.49                                                                                                | Johana Arrieta 2:05.91                                                                              |
| 1.500 m            | María Pía Fernández 4:27.44                                                                                               | Mariana Borelli 4:27.83                                                                                                | July da Silva 4:27.93                                                                               |
| 5.000 m            | Florencia Borelli 15:42.60                                                                                                | Carolina Tabares 15:46.04                                                                                              | Luz Mery Rojas 15:46.27                                                                             |
| 10.000 m           | Génesis Romero 13.29 | Eliecith Palacios 13.49                                                                                                | Adelly Santos 13.64                                                                                 |
| 100 m vallas       | Melissa González 55.73 | Gianna Woodruff 56.76                                                                                                  | Fiorella Chiappe 57.03                                                                              |
| 400 m vallas       | Gonzalez Creamer Melissa 55.73                                                                                            | Wodruff Gianna 56.76                                                                                                   | Chiape Y Madsen Fiorella 57.03                                                                      |
| 3.000 m obstáculos | Da Silva Tatiane Raquel 09.45.52                                                                                          | Casetta Belen 10.04.54                                                                                                 | Ponte Ferraz Simone 10.05.88                                                                        |
| 20.000 m marcha    | Karla Jaramillo 1.30.52.00                                                                                                | Angela Castro 1.32.36.00                                                                                               | Leyde Guerra 1.33.40.00                                                                             |
| 4 × 100 m          | De Bassi Anny Caroline, De Jesus Azevedo Ana, Oliveira Farias Bruna Jessica, Moreira Fidelis Andressa 44.70               | Gonzalez Creamer Melissa, Padilla Gonzalez Jennifer, Chavez Valencia Eliana, Palacios Santos Eliecith 44.97            | Lamboglia Florencia, Martinez Noelia, Sanchez Maria, Woodward Maria Victoria 45.65                  |
| 4 × 400 m          | Colombia Licona Torres Lina Esther, Gonzalez Creamer Melissa, Chavez Valencia Eliana, Padilla Gonzalez Jennifer · 3:32.81 | Brasil De Jesus Azevedo Ana, Silva Dos Santos Marlene, Santos Silva Alessandra, Silva Do Nascimiento Tiffani · 3:35.29 | Argentina Diogo María Ayelen, Chiape Y Madsen Fiorella, Baron Karg Valeria, Martinez Noelia 3:36.76 |
| Salto de altura    | Murillo Duarte María Fernanda 1.90                                                                                        | Vadileia Martins 1.80                                                                                                  | Eloisa Paez Betsabe 1.75                                                                            |
| Salto con pértiga  | Robeilys Peinado 4.56 | Katherin Castillo 4.11                                                                                                 | Juliana De Menis 3.91                                                                               |
| Salto de longitud  | Eliane Martins 6.71 | Keila Costa 6.38 | Macarena Reyes 6.36                                                                                 |
| Salto triple       | Yosiris Urrutia 13.85 | Liuba Zaldívar 13.45                                                                                                   | Gabriele dos Santos 13.30                                                                           |
| Peso               | Ahymara Espinoza 17,44 | Geisa Arcanjo 17.16 | Ángela Rivas 17.10                                                                                  |
| Disco              | Andressa de Morais 62,42                                                                                                  | Fernanda Martins 60,87                                                                                                 | Ailen Armada 56,55                                                                                  |
| Martillo           | Mariana Marcelino 66,78                                                                                                   | Rosa Rodríguez 66,45                                                                                                   | Jennifer Dahlgren 65.06                                                                             |
| Jabalina           | Laila Domingos 57.79 | María Lucelly Murillo 57,24                                                                                            | Flor Ruiz 56.07                                                                                     |
| Heptatlón          | Luisarys Toledo 5989 | Vanessa Chefer 5823 | Martha Araújo 5708                                                                                  |